# Jessica Tiebel
Jessica Tiebel (24 novembre 1998) è un'ex slittinista tedesca.

## Biografia

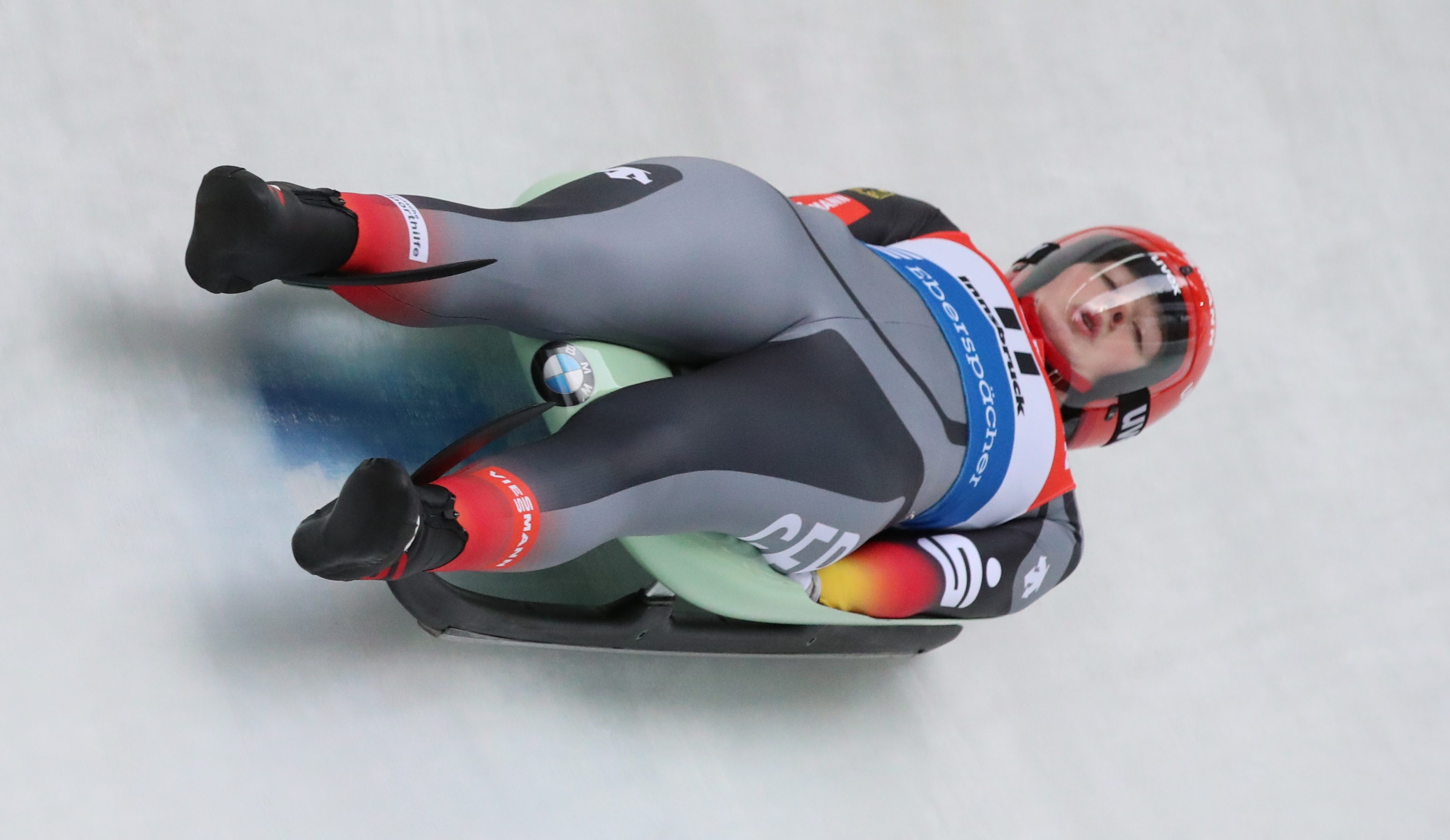
Jessica Tiebel in gara a Innsbruck nel 2019

Pratica lo slittino dall'età di 7 anni e nel 2013 ha iniziato a gareggiare per la nazionale tedesca nelle varie categorie giovanili nella specialità del singolo vincendo, nel corso degli anni, tutte le più importanti competizioni internazionali di categoria. Ha infatti vinto la classifica finale della Coppa del Mondo giovani nel 2012/13 e quella juniores per tre stagioni consecutive, nel 2014/15, nel 2015/16 e nel 2016/17). Ha inoltre conquistato quattro medaglie d'oro ai campionati mondiali juniores, singolo nel 2015, nel 2017 e nel 2018, edizione in cui si affermò anche nella gara a squadre. Completano il suo ricco palmarès giovanile le due medaglie vinte alle Olimpiadi giovanili di Lillehammer 2016, di cui una d'oro nella staffetta mista e una d'argento nel singolo, più altre cinque d'oro ottenute agli europei juniores (tre nel singolo e due a squadre).
A livello assoluto ha esordito in Coppa del Mondo nella stagione 2017/18, il 6 gennaio 2018 a Schönau am Königssee, dove ottenne anche il suo primo podio nel singolo (3ª). In classifica generale come miglior risultato si è piazzata al 29º posto nel singolo nel 2017/18. 
Ai campionati europei ha raggiunto l'ottavo posto nel singolo a Lillehammer 2020 e nella stessa edizione si è aggiudicata l'argento individuale nella speciale classifica riservata alle atlete under 23.
A marzo del 2020, all'età di 21 anni, annunciò il proprio ritiro dall'attività agonistica, dichiarando di non avere più motivazioni nella pratica dello slittino.

## Palmarès

### Europei under 23
- 1 medaglia:
  - 1 argento (singolo a Lillehammer 2020).

### Mondiali juniores
- 5 medaglie:
  - 4 ori (singolo a Lillehammer 2015; singolo a Sigulda 2017; singolo, gara a squadre ad Altenberg 2018);
  - 1 argento (gara a squadre a Sigulda 2017).

### Europei juniores
- 6 medaglie:
  - 5 ori (singolo a Oberhof 2015; singolo, gara a squadre ad Altenberg 2016; singolo, gara a squadre a Oberhof 2017);
  - 1 argento (singolo a Winterberg 2018).

### Olimpiadi giovanili
- 2 medaglie:
  - 1 oro (gara a squadre a Lillehammer 2016);
  - 1 argento (singolo a Lillehammer 2016).

### Coppa del Mondo
- Miglior piazzamento in classifica generale nel singolo: 29ª nel 2017/18.
- 2 podi (nel singolo):
  - 2 terzi posti.

### Coppa del Mondo juniores
- Vincitrice della Coppa del Mondo juniores nella specialità del singolo nel 2014/15, nel 2015/16 e nel 2016/17.

### Coppa del Mondo giovani
- Vincitrice della Coppa del Mondo giovani nella specialità del singolo nel 2012/13.

### Campionati tedeschi
- 3 medaglie:
  - 1 argento (gara a squadre ad Altenberg 2018);
  - 2 bronzi (singolo ad Altenberg 2018; singolo a Oberhof 2020[2]).